# タナベエミ
タナベ エミ（たなべ えみ、1995年10月25日 - ）は 、日本の歌手。広島県出身。本名は田部絵美(読み方同じ)。

## 来歴・人物
- 男装アイドルグループ風男塾の元メンバーの草歌部宙としても活動していた。イメージカラーは緑（草）色。

- 第7回全日本アニソングランプリでファイナリストに選ばれる。そこで風男塾の元メンバーである喜屋武ちあきが司会をしていたことから、風男塾に興味を持つようになった。

- 人と目が合うと嬉しくてニヤニヤしまう癖があり、涙もろい。

- 特技は高速アゴスライド。

## 経歴
2013年
- ７月27日、「第7回全日本アニソングランプリ」福岡予選大会優勝。

- 9月25日、「第7回全日本アニソングランプリ」決勝大会において、ファイナリスト3人のうちの1人に選ばれる。

2017年
- 3月10日、「草歌部宙(くさかべそら)」として風男塾に加入。

- 3月17日、浦正・虎次郎卒業公演「Make A Next Story...」にてライブデビュー

- 11月15日、新たなる幕開けのための幕開けによる狂詩曲〜キミがいればオレたちも笑顔∞(無限大)〜でCDデビュー

2018年 
- 12月19日、芸名を本名の「田部絵美」から「タナベエミ」に変更した[1]。

2019年
- 1月13日、自身初のファンミーティングを『恵比寿天窓.switch』にて開催した[2]。

2020年
- 1月4日、自身初のソロライブを『shibuya  under deer  lounge』にて開催した[3]。

- 7月17日、風男塾を卒業した。

- 8月1日、ケイダッシュステージを退所した。

2021年
- 5月1日、自身のYouTubeチャンネルでうっせえわのカバーを初投稿した。

2022年
- 7月11日、風男塾所属時の同期：末吉咲子がプロデュース兼メンバーを務める2.5次元アイドル「少年秘密倶楽部」のメンバー、ヤミ（YAMI）として、再度アイドル活動を行うことを報告した。
- 11月1日、タナベエミ音楽プロジェクト「毒味」始動
- 12月2日、YouTubeにて毒味として初めて「黒林檎」をリリース
- 12月4日、「毒味」としてのお披露目ライブを行う

## 出演
草歌部宙としての出演は「風男塾」の項を参照のこと

## 楽曲
- 2020年　10月25日　刻印　[4]
- 2021年　7月30日　どうせ終わる恋をわざわざはじめて、[5]
- 黒林檎

### ライブ
| 公演日         | 公演名                              | 会場                      | 備考 |  |
| -------------- | ----------------------------------- | ------------------------- | ---- |  |
| 2020年1月13日  | タナベエミ1st solo live-from here-  | shibuya under deer lounge |      |  |
| 2020年10月25日 | タナベエミOnline Birthday Party-25- | Flowers Loft              |      |  |
| 2022年12月4日  | 毒味お披露目ライブ                  | #chord_                   |      |  |
| 2023年2月23日  | 毒味acoustic live-愛を込めて♡-      | 中目黒try                 |      |  |
| 2023年3月24日  | 毒味2nd live                        | 下北沢WAVER               |      |  |

### イベント
ファンミーティング
2019年
- 1月13日『ひのくち会議〜年女になりました〜』会場:恵比寿天窓.switch
- 3月17日『ひのくち会議〜雪が溶けたら何になる？〜』会場:東京カルチャーカルチャー
- 12月6日『ひのくち会議〜2160000〜』会場:東京カルチャーカルチャー

2021年
- 5月30日『FC限定オフライン•エミーティング』会場:代官山LOOP
- 10月27日『タナベエミバースデーパーティー2021＃エミ氏なう！』会場:東京カルチャーカルチャー

### CM
- フォートナイト